# Jesenice (Praha-západ)
Jesenice é uma comuna checa localizada na região da Boêmia Central, distrito de Praha-západ.